# 美军占领伊拉克
美軍佔領伊拉克（2003年－2011年）是指由美軍為首的多國聯軍，击败薩達姆政權並臨時管治伊拉克。這段时间内，聯軍對伊拉克基礎設施和政府結構的重建。佔領期間的重建工作主要由重建和人道救援辦公室負責。

## 大事記
- 2003年
  - 7月26日：3名美军士兵在对伊拉克巴格达东北部的Baquouba儿童医院进行保护时遇袭身亡。这使得在伊被杀美军人数上升到161人，比1991年海湾战争死亡人数要多14人。
  - 7月28日：美军在搜捕行动中遇袭，两人受重伤。
  - 7月29日：美军继续对伊拉克境内主要城市进行搜捕，包括萨达姆的家乡提克里特，但是根据情报萨达姆比他们早一步离开被搜捕地点，但美军仍抓获了萨达姆的一名终身保镖。
  - 8月1日：美军士兵再次受到袭击，2名美军士兵身亡，5人受伤。
  - 8月3日：美军在伊进行搜捕，共逮捕近50名萨达姆政权支持者。
  - 8月20日：伊拉克前副总统塔哈·亚辛·拉马丹被美军逮捕。
  - 9月6日：美国国防部长拉姆斯菲尔德在电视访问中表示，盟军不会撤出伊拉克。
  - 10月16日：美方提出的对伊新方案在联合国通过。俄罗斯、德国和法国表示支持，但拒绝提供军事或经济援助。
  - 11月1日：美军1日在摩苏尔遇到炸弹袭击，造成2名美军士兵死亡。据民间流传消息称，反美组织宣布11月1日为抵抗日，他们将在这天和今后几天发动大规模的袭击。
  - 11月2日：美军发言人证实美军一架“支奴干”大型运输直升机被伊游击队击落，造成15名士兵死亡，21人受伤。
  - 11月4日：美国占领当局总部受到炸弹袭击，4名士兵受伤。
  - 11月12日：两名自杀袭击者驾驶油罐卡车闯入驻纳西里耶意大利宪兵总部后引爆炸弹，造成19名意大利人和9名伊拉克人死亡，上百人受伤。
  - 11月15日：当地时间18点30分，两架驻伊美军第101空中突击师“黑鹰”直升机在伊拉克北部城市摩苏尔坠毁，至少17名美军士兵死亡，5人受伤，1人失踪。这是自5月以来驻伊美军死亡人数最多的一天。
  - 11月27日：美国总统布什乘坐“空军一号”秘密抵达巴格达慰问驻伊美军，与当地美军共渡感恩节。布什在巴格达逗留了大约两个小时并发表了强硬的演讲，表示反美行动不能动摇美国的决心。 （页面存档备份，存于）
  - 11月28日：美国国会纽约州参议员希拉里·克林顿到达巴格达慰问。 （页面存档备份，存于）
  - 12月14日：美军在巴格达举行记者招待会，正式宣布伊拉克前总统萨达姆已经在家乡提克里特被捕。 （页面存档备份，存于） （页面存档备份，存于）
- 2004年
  - 12月21日：驻伊美军受到伊拉克战事展开以来死伤最惨烈的袭击，伊拉克北部城市摩苏尔一个美军基地的饭堂周二中午被袭击，导致22人死亡，72人受伤，死伤者大部分是美军人员，但亦有美国平民、伊拉克部队及其它外国人。
- 2005年
  - 2月1日：美军在伊死亡人数达到1400人。
  - 3月9日：美军在伊死亡总人数已超过1500人。而同时，自美开战以来，伊拉克警察部队死亡人数也已超过1300多人。
  - 6月13日：美軍在伊死亡總人數已超過1700人。
  - 12月19日：驻伊拉克美军宣布释放一批一直被美军关押的前萨达姆政权中资深人物，其中包括原先被美国指控涉及发展生化武器的两名女科学家。
- 2006年
  - 1月7日：美国军方一架黑鹰直升机在伊拉克西北部塔拉法尔镇坠毁，机上12人全部罹难。
  - 3月16日，美军和伊拉克部队发动号称伊拉克战争爆发以来最大规模的空袭，目标是巴格达以北萨迈拉盘踞的反美武装。超过1500人的伊拉克部队和联军部队、超过100辆战术车辆和超过50架飞机参与了这次行动。
  - 6月15日，美国国防部官员说，已有2500名美军士兵在伊拉克死亡。
  - 6月16日，隶属于美军第101空降师第二旅第502步兵团第一营的23岁一等兵克里斯蒂安·门查卡（Kristian Menchaca）和托马斯·塔克在尤西菲亚镇附近一座交通检查站附近失踪。6月19日，伊拉克聖戰者協商委員會（英语：Mujahideen Shura Council）下属一军事组织发表声明，宣称绑架两名美军士兵。6月20日，伊拉克军方高级官员证实，两名失踪美军士兵尸体已被发现，他们遭到虐待。 Archive.today的存檔，存档日期2013-04-28[1]
  - 9月7日，伊拉克总理马利基和驻伊美军最高指挥官乔治·凯西签署文件，驻伊联军正式向伊政府移交伊拉克军队的作战指挥权。 Archive.today的存檔，存档日期2013-04-2812月20日，驻伊拉克美军向伊拉克安全部队移交了南部纳杰夫省的安全控制权。 （页面存档备份，存于）
  - 12月31日，驻伊美军死亡人数达到3000人。 Archive.today的存檔，存档日期2013-04-28
- 2007年
  - 1月11日，美军第101空降师的威廉·B·亨塞克军士承认杀害3名伊拉克俘虏，以谋杀、蓄意谋杀和妨碍司法罪被军事法庭判处18年监禁，军衔降为二等兵、取消工资、开除军籍。 Archive.today的存檔，存档日期2013-04-281月25日，美军101空降师的士兵克拉格特因参与枪杀3名伊拉克人被美军事法庭判处18年监禁，开除军籍并被没收入伍后获得的全部工资和津贴。 Archive.today的存檔，存档日期2013-04-28[2]
  - 1月26日，戴维·彼得雷乌斯获美国参议院批准出任驻伊拉克美军最高指挥官（英语：Multi-National Security Transition Command – Iraq）。 Archive.today的存檔，存档日期2013-04-28
  - 3月21日，美军士兵布赖恩·霍华德承认在奸杀马哈茂迪耶少女案中充当了从犯，同时承认接受调查时向上级说谎，犯有妨碍司法公正罪。
  - 4月26日，美國參議院以51票贊成、46票反對通過一項特別戰爭撥款法案，同意向美軍提供所需的1000億美元經費，但同時為美軍撤離伊拉克設定了時間表[3]。法案要求美軍於10月1日前開始從伊拉克撤軍，並於2008年3月31日前完全撤出作戰部隊。
  - 5月1日，美國總統布希正式否決國會附帶撤軍時間表的法案[4][5]
- 2011年
  - 2011年12月18日，最后一批美军部队正式撤离伊拉克，标志着长达八年的伊拉克战争正式结束。[6]
- 2014 年
  - 伊拉克和叙利亚的伊斯兰国（ISIS）势力崛起后，美国应伊拉克政府请求，再次派遣少量部队回到伊拉克，以协助打击ISIS，但规模远小于之前的驻军。[7]